# Gegenes nostrodamus
Gegenes nostrodamus é uma espécie de borboleta pertencente à família Hesperiidae. Pode ser encontrada na área do Mar Mediterrâneo, desde a Anatólia até ao Turquestão e Índia.
O comprimento das asas dianteiras é de 15-16 mm. Os adultos proliferam de Maio a Outubro em múltiplas gerações.
The length of the forewings is 15–16 mm. Adults are on wing from May to October in multiple generations. A fase larvar alimenta-se de várias plantas herbáceas, incluindo espécies de Gramineae, Aeluropus (no deserto do Sinai), Aerulopus e Panicum.
Trata-se de uma espécie presente em Portugal.

## Sinónimos
- Hesperia nostrodamus Fabricius, 1793
- Philoodus nostrodamus
- Pamphila proclea Walker, 1870
- Gegenes karsana Moore, 1874